# Mohale's Hoek
Mohale's Hoek est une ville du Lesotho, chef-lieu du district de Mohale's Hoek. Lors du recensement de 2006, sa population s'élevait à 24 992 habitants.